# Liste der Bodendenkmäler in Morsbach
In der Liste der Bodendenkmäler in Morsbach sind alle Bodendenkmäler der nordrhein-westfälischen Gemeinde Morsbach aufgelistet. Grundlage ist die Denkmalliste der Gemeinde. Die Nummerierung hier bezieht sich auf die laufende Nummerierung der amtlichen Liste.
| Denkmalliste Nr. | Kurzbeschreibung                                                                | Ortsteil                             | Bezeichnung/Lage | Bild |
| ---------------- | ------------------------------------------------------------------------------- | ------------------------------------ | ---------------- | ---- |
| 61               | Vor- und frühgeschichtlicher Abschnittswall einer ehemaligen Befestigungsanlage | Morsbach, Flur 54 Flurstück 133, 134 | Schlechtingen    |      |
| 62               | Eiskeller aus diesem oder dem letzten Jahrhundert                               | Holpe, Flur 35 Flurstück 6           | Eugenienthal     |      |